# Плен-От
Плен-От (фр. Plaine-Haute, брет. Plenaod, галло Plenautt) — коммуна во Франции, находится  в регионе Бретань. Департамент — Кот-д’Армор. Входит в состав кантона Плело. Округ коммуны — Сен-Бриё.
Код INSEE коммуны — 22170.

## Географическое положение
Коммуна расположена приблизительно в 390 км к западу от Парижа, в 95 км северо-западнее Ренна, в 10 км к юго-западу от Сен-Бриё.
Вдоль восточной границы коммуны протекает река Гуэ.

## Население
Население коммуны на 2016 год составляло 1 595 человек.
| 1962 | 1968 | 1975 | 1982 | 1990 | 1999 | 2008 | 2016 |
| ---- | ---- | ---- | ---- | ---- | ---- | ---- | ---- |
| 898  | 918  | 1025 | 1102 | 1117 | 1211 | 1307 | 1595 |

## Экономика
В 2007 году среди 789 человек в трудоспособном возрасте (15—64 лет) 612 были экономически активными, 177 — неактивными (показатель активности — 77,6 %, в 1999 году было 74,3 %). Из 612 активных работали 572 человека (308 мужчин и 264 женщины), безработных было 40 (13 мужчин и 27 женщин). Среди 177 неактивных 67 человек были учениками или студентами, 64 — пенсионерами, 46 были неактивными по другим причинам.

## Достопримечательности
- Усадьба Виль-Даниель (XVI век). Исторический памятник с 1985 года[3]
- Менгир Ле-Фюсо (эпоха неолита). Исторический памятник с 1967 года[4]